# Mineral del Chico (kommun)
Mineral del Chico är en kommun i Mexiko.   Den ligger i delstaten Hidalgo, i den sydöstra delen av landet, 100 km norr om huvudstaden Mexico City.
Följande samhällen finns i Mineral del Chico:
- Mineral del Chico
- San Sebastián Capulines
- La Palma
- El Puente
- La Presa
- Cimbrones
- Los Naranjos
- Barrio de la Laguna
- Pie de la Viga